# ماجد أحمد السامرائي
ماجد أحمد السامرائي (1944 توفي 31 تموز/يوليو 2023)، هو كاتب وسياسي وناقد عراقي من مواليد سامراء. عمل سفيراً للعراق في فنزويلا، وحاصل على ماجستير لغة عربية من جامعة الأزهر في القاهرة عام 1972، ودكتوراه في الأدب العربي من جامعة بغداد في عام 1980.

## أعماله
1. في التحقيق
  - ديوان شعر ثابت قطنة العتكي، بغداد 1970.
2. مؤلفاته
  - نازك الملائكة ومكانتها في الشعر العربي الحديث
  - النموذج الثوري للتربية الاشتراكية في العراق
  - المهمات الثورية للثقافة والإعلام.
  - الموجة القلقة

## مناصب
- شغل منصب المدير العام للإذاعة والتلفزيون العراقي.[5]
- سفير في مدينة كراكاس في فنزويلا.[3]
- محللاً سياسياً بعد عام 2003.
- شغل مدير إذاعه والتلفزيون في سنه 1975
- سفير فنزويلا
- سفير بلغايره
- سفير ليبيا

## وفاته
توفي ماجد السامرائي متأثرا بسرطان الرئة عن عمر ناهز 79، في لندن.